# 사양서원 (청송군)
사양서원(泗陽書院)은 대한민국 경상북도 청송군 파천면 중평리에 있는 서원이다. 2014년 3월 6일 청송군의 문화유산 제23호로 지정되었다.

## 개요
논산 계룡산 아래 화해사에 배향하던 신현과 신용희의 위폐를 1966년 옮겨 오면서 사양서원이라 편액하였다.